# Copa Interclubes Kagame 2003
La Copa Interclubes Kagame 2003 fue la 29' edición de este torneo de fútbol a nivel de clubes de África organizado por la CECAFA y que contó con la participación de 13 equipos representantes de África Central y África Oriental, 3 equipos más que en la edición anterior.
El Villa SC de Uganda venció al campeón defensor Simba SC de Tanzania en la final disputada en Kampala, Uganda para ganar el título por segunda vez.

## Fase de grupos

### Grupo A
| 26 de enero de 2003 | Khartoum-3 | 0:1 | Red Sea FC       | Namboole Stadium, Kampala, Uganda |                                |
|                     |            |     | Gebraselaise 70' | Asistencia: 6.117 espectadores    | Asistencia: 6.117 espectadores |

| 26 de enero de 2003 | Villa SC                      | 2:0 | Young Africans SC | Namboole Stadium, Kampala, Uganda                        |                                                          |
|                     | Masanja 11' (ag) · Watson 48' |     |                   | Asistencia: 6.117 espectadores Árbitro(s): Abdula Abdile | Asistencia: 6.117 espectadores Árbitro(s): Abdula Abdile |

| 28 de enero de 2003 | Khartoum-3 | 0:0 | Young Africans SC | Namboole Stadium, Kampala, Uganda |  |
|                     |            |     |                   | Asistencia: 339 espectadores      |  |

| 28 de enero de 2013 | Red Sea FC                                         | 3:1 | Mlandege FC | Namboole Stadium, Kampala, Uganda                       |                                                         |
|                     | Gebraselaise 18' · Mahmoud 74' · Negash 82' (pen.) |     | Ali 16'     | Asistencia: 339 espectadores Árbitro(s): Mohanad Sarray | Asistencia: 339 espectadores Árbitro(s): Mohanad Sarray |

| 30 de enero de 2003 | Villa SC | 0:1 | Khartoum-3 | Nangoole Stadium, Kampala, Uganda |                                |
|                     |          |     | M. Ali 43' | Asistencia: 3.741 espectadores    | Asistencia: 3.741 espectadores |

| 30 de enero de 2003 | Young Africans SC      | 2:1 | Mlandege FC  | Nangoole Stadium, Kampala, Uganda |                                |
|                     | Kessy 15' · Changa 28' |     | Abdallah 65' | Asistencia: 3.741 espectadores    | Asistencia: 3.741 espectadores |

| 1 de febrero de 2003 | Mlandege FC | 1:1 | Khartoum-3   | Nangoole Stadium, Kampala, Uganda |                                |
|                      | Risasi 38'  |     | Salgedin 60' | Asistencia: 4.133 espectadores    | Asistencia: 4.133 espectadores |

| 1 de febrero de 2003 | Red Sea FC            | 2:3 | Villa SC                                | Nangoole Stadium, Kampala, Uganda |                                |
|                      | Gebraselaise 55', 89' |     | Ssozi 24' · Kasongo 38' · Balyejusa 79' | Asistencia: 4.133 espectadores    | Asistencia: 4.133 espectadores |

| 3 de febrero de 2003 | Young Africans SC | 1:2 | Red Sea FC              | Nangoole Stadium, Kampala, Uganda |                                |
|                      | Salvatori 43'     |     | Mahmoud 6' · Aghade 56' | Asistencia: 5.100 espectadores    | Asistencia: 5.100 espectadores |

| 3 de febrero de 2003 | Mlandege FC | 0:1 | Villa SC    | Nangoole Stadium, Kampala, Uganda |                                |
|                      |             |     | Kasongo 87' | Asistencia: 5.100 espectadores    | Asistencia: 5.100 espectadores |

| Club              | G | E | P | GF | GC | Pts |
| ----------------- | - | - | - | -- | -- | --- |
| Red Sea FC        | 3 | 0 | 1 | 8  | 5  | 9   |
| Villa SC          | 3 | 0 | 1 | 6  | 3  | 9   |
| Khartoum-3        | 1 | 2 | 1 | 2  | 2  | 5   |
| Young Africans SC | 1 | 1 | 2 | 3  | 5  | 4   |
| Mlandege FC       | 0 | 1 | 3 | 3  | 7  | 1   |

### Grupo B
| 27 de enero de 2003 | Nzoia Sugar                                | 4:1 | Muzinga FC       | Municipal, Mbale, Uganda       |                                |
|                     | Mwalala 23', 81' · Simiyu 30' · Echesa 70' |     | Ndayishimite 59' | Asistencia: 1.200 espectadores | Asistencia: 1.200 espectadores |

| 28 de enero de 2003 | Simba SC                                                       | 5:0 | Borrer FC | Municipal, Mbale, Uganda     |                              |
|                     | Machupa 39' (pen.) · Gabriel 44' · Tondola 78' · Lunyamila 85' |     |           | Asistencia: 813 espectadores | Asistencia: 813 espectadores |

| 30 de enero de 2003 | Borrer FC   | 1:5 | Nzoia Sugar                                             | Municipal, Mbale, Uganda                                |                                                         |
|                     | Muhamed 46' |     | Baraza 32', 57' · Mwalala 78' · Muraya 81' · Mukisa 90' | Asistencia: 528 espectadores Árbitro(s): Mohanad Sarray | Asistencia: 528 espectadores Árbitro(s): Mohanad Sarray |

| 31 de enero de 2003 | Muzinga FC | 0:1 | Simba SC    | Municipal, Mbale, Uganda     |                              |
|                     |            |     | Machupa 26' | Asistencia: 245 espectadores | Asistencia: 245 espectadores |

| 2 de febrero de 2003 | Muzinga FC                                                                                | 8:0 | Borrer FC | Municipal, Mbale, Uganda     |                              |
|                      | Saidi 13' · Nasimana 15', 41', 69' · Ndayishhimite 22', 34' · Kabangi 28' · Totomicho 79' |     |           | Asistencia: 245 espectadores | Asistencia: 245 espectadores |

| 3 de febrero de 2013 | Simba SC                        | 3:2 | Nzoia Sugar                     | Municipal, Mbale, Uganda     |                              |
|                      | Machupa 20', 60' · Mwakigwe 90' |     | Simiyu 45' · Ochieng 87' (pen.) | Asistencia: 527 espectadores | Asistencia: 527 espectadores |

| Club        | G | E | P | GF | GC | Pts |
| ----------- | - | - | - | -- | -- | --- |
| Simba SC    | 3 | 0 | 0 | 9  | 2  | 9   |
| Nzoia Sugar | 2 | 0 | 1 | 11 | 5  | 6   |
| Muzinga FC  | 1 | 0 | 2 | 9  | 5  | 3   |
| Borrer FC   | 0 | 0 | 3 | 1  | 18 | 0   |

### Grupo C
| 27 de enero de 2003 | Express FC                | 2:1 | Saint-George SA | Nakivubu Stadium, Kampala, Uganda |                                |
|                     | Okello 49' · Matiyabo 65' |     | Yokanis 63'     | Asistencia: 4.549 espectadores    | Asistencia: 4.549 espectadores |

| 27 de enero de 2003 | Rayon Sport | 1:2 | Elman FC              | Nakivubu Stadium, Kampala, Uganda |                                |
|                     | Hunter 45'  |     | Yousuf 74' · Aden 86' | Asistencia: 4.549 espectadores    | Asistencia: 4.549 espectadores |

| 29 de enero de 2003 | Rayon Sport | 1:2 | Express FC | Nakivubu Stadium, Kampala, Uganda |                                |
|                     | Hunter 25'  |     | Mukasa 11' | Asistencia: 3.678 espectadores    | Asistencia: 3.678 espectadores |

| 29 de enero de 2003 | Elman FC | 0:3 | Saint-George SA                      | Nakivubu Stadium, Kampala, Uganda |                                |
|                     |          |     | Yohanis 8' · Sisay 54' · Omulako 73' | Asistencia: 3.678 espectadores    | Asistencia: 3.678 espectadores |

| 31 de enero de 2013 | Saint-George SA | 1:1 | Rayon Sport | Nakivubu Stadium, Kampala, Uganda |                                |
|                     | Omulako 65'     |     | Hunter 84'  | Asistencia: 5.236 espectadores    | Asistencia: 5.236 espectadores |

| 31 de enero de 2003 | Express FC         | 1:0 | Elman FC | Nakivubu Stadium, Kampala, Uganda |                                |
|                     | Lwebuga 67' (pen.) |     |          | Asistencia: 5.236 espectadores    | Asistencia: 5.236 espectadores |

| Club            | G | E | P | GF | GC | Pts |
| --------------- | - | - | - | -- | -- | --- |
| Express FC      | 3 | 0 | 0 | 5  | 2  | 9   |
| Saint-George SA | 1 | 1 | 1 | 5  | 3  | 4   |
| Elman FC        | 1 | 0 | 2 | 2  | 5  | 3   |
| Rayon Sport     | 0 | 1 | 2 | 3  | 5  | 1   |

## Cuartos de final
| 5 de febrero de 2003 | Red Sea FC                           | 2:3 (t.e.) | Muzinga FC                        | Nakivubu Stadium, Kampala, Uganda                         |                                                           |
|                      | Gebraselaise 45' · Tewelomedhin 117' |            | Nasimana 84', 100' · Mohamed 120' | Asistencia: 4.866 espectadores Árbitro(s): Mohanad Sarray | Asistencia: 4.866 espectadores Árbitro(s): Mohanad Sarray |

| 5 de febrero de 2003 | Simba SC                | 2:0 | Khartoum-3 | Municipal, Mbale, Uganda       |                                |
|                      | Sued 55' · Selemani 90' |     |            | Asistencia: 2.045 espectadores | Asistencia: 2.045 espectadores |

| 5 de febrero de 2013 | Express FC                            | 3:0 | Nzoia Sugar | Nakivubu Stadium, Kampala, Uganda |                                |
|                      | Mubiru 2' · Zidane 12' · Matiyabo 64' |     |             | Asistencia: 4.866 espectadores    | Asistencia: 4.866 espectadores |

| 6 de febrero de 2003 | Villa SC                  | 2:0 | Saint-George SA | Namboole Stadium, Kampala, Uganda |                                |
|                      | Watson 49' · Tendwa 90+5' |     |                 | Asistencia: 4.247 espectadores    | Asistencia: 4.247 espectadores |

## Semifinales
| 7 de febrero de 2003 | Simba SC                                 | 3:1 | Muzinga FC  | Namboole Stadium, Kampala, Uganda |                                |
|                      | Machupa 10' · Mapunda 12' · Mwakigwe 43' |     | Mboneko 56' | Asistencia: 3.108 espectadores    | Asistencia: 3.108 espectadores |

| 8 de febrero de 2003 | Express FC   | 1:2 | Villa SC               | Nakivubu Stadium, Kampala, Uganda |                                |
|                      | Matiyabo 80' |     | Kasongo 2' · Ssozi 35' | Asistencia: 4.562 espectadores    | Asistencia: 4.562 espectadores |

## Tercer Lugar
| Equipo 1   | Resultado    | Equipo 2   |
| ---------- | ------------ | ---------- |
| Muzinga FC | 0-0 (4-2 p.) | Express FC |

## Final
| 11 de febrero de 2013 | Villa SC   | 1:0 | Simba SC | Namboole Stadium, Kampala, Uganda |                                 |
|                       | Tendwa 79' |     |          | Asistencia: 15.000 espectadores   | Asistencia: 15.000 espectadores |

## Campeón
| Copa Interclubes Kagame 2003 |
| ---------------------------- |
| Bandera de Uganda            |
| Villa SC 2º Título           |